# Monty Python's Big Red Book
Monty Python's Big Red Book (littéralement « Le grand livre rouge des Monty Python ») est un livre humoristique comprenant majoritairement du matériel dérivé et retravaillé des deux premières saisons de la série Monty Python's Flying Circus. Édité par Eric Idle, le livre fut publié pour la première fois au Royaume-Uni en 1971 par Methuen. Il fut plus tard publié aux États-Unis en 1975 par Warner Books.
Le titre est une référence humoristique au Petit Livre rouge de Mao Zedong (malgré ce titre, la couverture du livre est bleue). Pour augmenter la confusion, le livre est intitulé Monty Python's Big Brown Book (« Le grand livre brun des Monty Python ») dans la page des crédits.
Le livre contient des photogrammes de scènes coupées de La Première Folie des Monty Python, incluant « Ken Shabby » et « Le Pouff Celebre/Flying Sheep ».
Peu après sa publication, le livre rencontra des problèmes lorsqu'une compagnie de publication musicale objecta l'utilisation de leur marque de commerce dans la partition « Bing Tiddle Tiddle Bong ». Après que 75,000 copies furent vendues, toutes les éditions subséquentes eurent la référence à « The Wright Ukulele Tutor » retirée et remplacée par « The Volti Subito ».
En 1972 une édition paperback fut publiée avec les mots "Special New Hardback Edition" (« Nouvelle édition reliée spéciale remplaçant l'autocollant "Very Urgent" (« très urgent ») sur la couverture. En 1981, ce livre et The Brand New Monty Python Bok furent réédités en tant que livre relié nommé The Complete Works Of Shakespeare And Monty Python: Volume One – Monty Python (« Les travaux complets de Shakeaspeare et de Monty Python: Volume Un — Monty Python »). Les éditions paperback de ces trois livres furent rééditées de nouveau en 1986 sous le nom de The Monty Python Gift Boks (Les livres cadeaux Monty Python), vendus ensemble dans une couverture extérieure qui se pliait en un mini poster.
En 2008, Monty Python's Big Red Book fut référencé dans l'épisode Bibliothèque des ombres, première partie de la série Doctor Who.

## Contenu
- Forewords
- Advertisements
- Juliette – Ken Shabby & Rosemary, A True Love Story Of Our Times
- Credits
- Why Accountancy Is Not Boring
- Naughty Pages
- Join The Professionals
- The Silly Party
- Keyhole For voyeurs
- Batley Ladies Townswomen's Guild
- E.D. Silly's Page
- Spam
- Sports Page
- Arts Page
- Horace Poem
- The World Encyclopedia Of Carnal Knowledge
- Australia Page
- Children's Page
- Postal Blackmail
- A Song For Europe
- The Importance Of Being Earnest
- Are You Civilised?
- Le Pouff Celebre
- Madame Palm Writes
- The Family Tree Of Johann Gambolputty...
- The Greatest Upper Class Race In The World
- What To Look For In A Great Twit
- Lumberjack Song
- Do-It-Yourself Story
- Goat's Page
- Hello O.N.s Everywhere
- Whizzo Assortment
- English To Hungarian Phrasebook
- Johnson's Novelties
- How To Walk Silly
- Be A Modern Hermit
- The Poems Of Ewen McTeagle
- The Piranha Brothers
- Python Literary Guild
- Bibliography

## Crédits
- Auteurs – Graham Chapman, John Cleese, Eric Idle, Terry Jones, Michael Palin
- Illustrateur – Terry Gilliam
- Editeur – Eric Idle
- Photographie – Doug Webb, BBC News Picture Library, The Radio Times, Hulton Picture Library, John Horton, Tony Sullivan
- Directeur Artistique – Derek Birdsall
- Éditeur artistique/Lay-out – Katy Hepburn
- Art – Roger Hudson, Stephen Scales
- Arrangeur musical – Fred Tomlinson